# ウ・ジウォン
ウ・ジウォン（우 지원)は韓国のミュージカル俳優。
ロックバンドBRT 歌手。
2018年10月15日、韓国にてB.R.T結成。ロックバンド「B.R.T」（BLUE ROCK THRUSH）リーダー、ボーカル。　

## プロフィール
- 本名：ウ・ジウォン（우 지원)
- 誕生日：5月2日
- 身長：180 cm
- 体重：69 kg
- 出生地：韓国　大邱広域市
- 血液型：A型
- 特技：歌、ダンス
- 東亜放送芸術大学卒業
- 青江文化産業大学卒業

## 出演
ミュージカル
- TURANDOT（2011年）
- 美人はつらいの（2011-2012年）
- 宮（2012年）
- Rock of Ages（2012-2013年）
- ジーザス* クライスト＝スーパースター（2013年）
- エリザベート（2013年）
- 若さの行進（2013年-2014年）
- Go Go Go Show（2014年）
- キンキブーツ（2014-2015年）
- Go Go Go Show（2015年）
- エリザベート（2015年）
- 小人たち（2016年）
- キンキブーツ（2016年）
- オーディション（2017年）
- マルティン* ルター（2017年）
- お！あなたが寝ている間（2017-2018年）
- お！あなたが寝ている間（2018-2019年）

## 受賞歴
- SBSスターキング「ミュージカルキング」優勝[1]